# Акуличев, Виктор Анатольевич
Виктор Анатольевич Акуличев (31 января 1939, Шпола, Черкасская область — 26 февраля 2022) — советский и российский физик, доктор физико-математических наук, специалист по акустике океана, гидрофизике и механике волновых процессов, профессор, академик РАН (2000 год).

## Биография
- Родился 31 января 1939, г. Шпола Черкасской области, Украинская ССР, СССР.

В 1961 году окончил Киевский политехнический институт.
- Директор Тихоокеанского океанологического института ДВО РАН (Владивосток).
- Заведующий лабораторией прикладной гидрофизики Института проблем морских технологий ДВО РАН.
- Заведующий кафедрой гидрофизики Дальневосточного государственного университета.

Скончался 26 февраля 2022 года. Похоронен в Москве на Анкудиновском кладбище.

### Научное признание
- 15 декабря 1990 года — избран членом-корреспондентом Академии наук СССР по Отделению проблем машиностроения, механики и процессов управления.
- 26 мая 2000 года — избран действительным членом (академиком) РАН по Отделению океанологии, физики атмосферы и географии РАН.

## Научно-организационная деятельность
- член Президиума Дальневосточного отделения РАН.
- член международной редакционной коллегии журнала Ultrasonics (Oxford, UK).
- член редакционной коллегии «Акустического журнала» РАН.
- член Президиума приморского научного центра;
- член Американского акустического общества
- член подкомиссии WESTPAC/IOC/UNESCO;
- член координационного комитета NEAR-GOOS/IOC/UNESCO.

## Научные труды
Автор и соавтор более 250 научных публикаций, в том числе 13 изобретений, а также автор пяти монографий.